# 홍다리사슴벌레
홍다리사슴벌레는 한국, 중국, 일본, 타이완, 미얀마에 분포하는 사슴벌레과의 곤충이다. 한국에서는 주로 강원도나 그 부근에서 발견되는 다소 희귀한 사슴벌레의 일종으로, 저온 지역을 좋아하는 고산성 종이다. 몸길이는 23~38mm이다. 수컷의 큰턱은 길게 앞으로 뻗으며, 모양이 중앙에서 바깥으로 부푼 모습이다. 몸은 검은색으로 별다른 무늬가 없으나 이름처럼 다리 안쪽이 붉은 것이 특징이며 버드나무를 좋아하는 특이한 사슴벌레다. 애완곤충으로 현재 활용 가치를 가질 뿐만 아니라 심미적 가치 등 생태적 가치가 높다.홍다리사슴벌레는 고산종이다.

## 사진

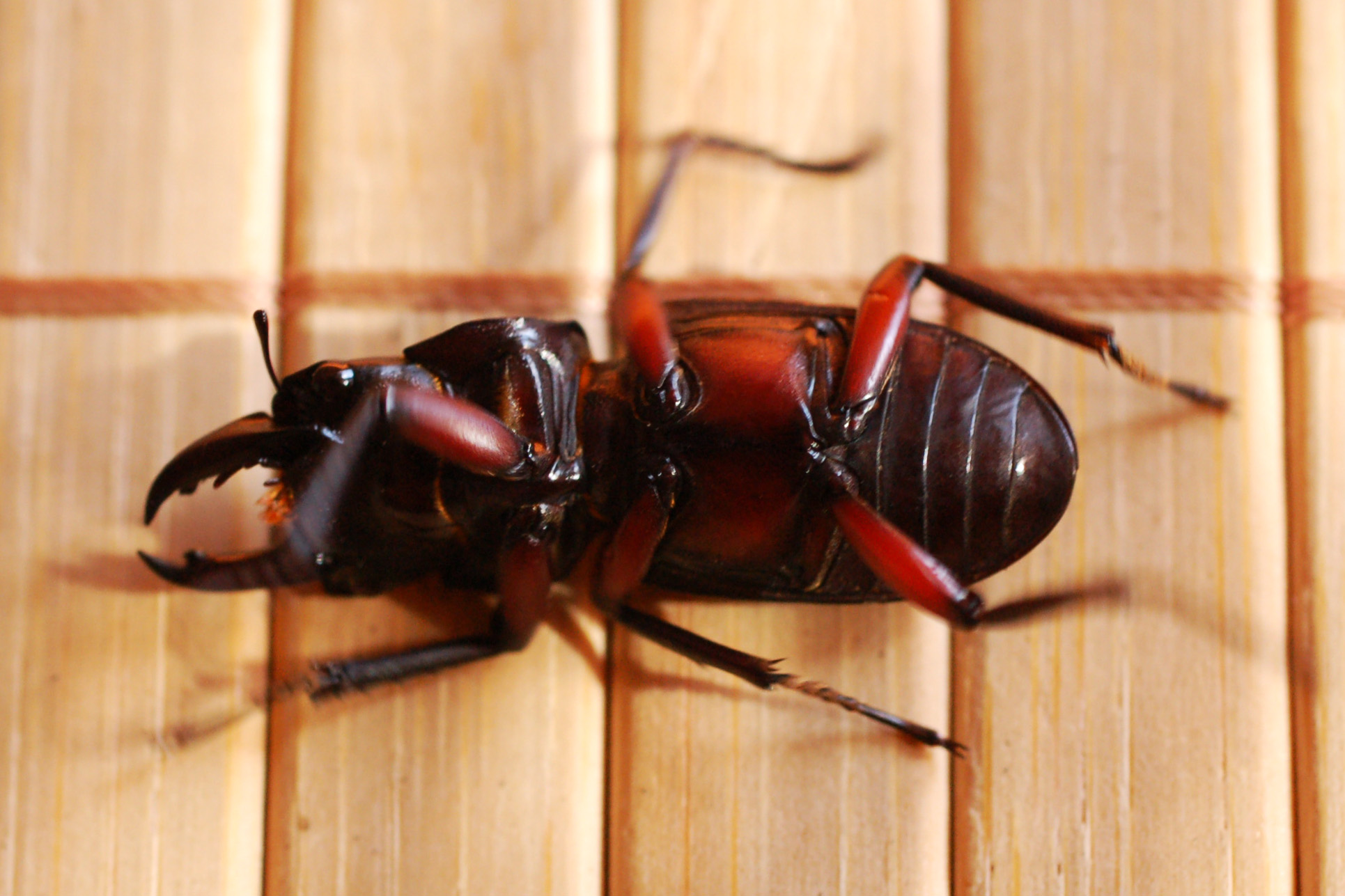
이름처럼 다리가 빨갛다.